# Eleanor Holmes Norton
Eleanor Holmes Norton (Washington D. C., 13 de junio de 1937) es una política estadounidense que se desempeña como delegada sin derecho a voto en la Cámara de Representantes de los Estados Unidos, representando al Distrito de Columbia desde 1991.

## Biografía

### Primeros años
Nació en Washington D. C., hija de Vela (née Lynch), una maestra de escuela, y Coleman Holmes, un funcionario. Asistió a Antioch College (graduándose en 1960), a la Universidad de Yale (realizando una maestría en estudios estadounidenses en 1963) y a la Escuela de Derecho Yale (en 1964).
Mientras estaba en la universidad y en la escuela de posgrado, participó activamente en el movimiento por los derechos civiles y organizó el Comité Coordinador Estudiantil No Violento. Cuando se graduó en Antioch, ya había sido arrestada por organizar y participar en sentadas en Washington D. C., Maryland y Ohio. Mientras estaba en la escuela de derecho, viajó a Misisipi para el «Verano de la Libertad» y trabajó con los baluartes de los derechos civiles como Medgar Evers.
También comenzó a formar parte del movimiento feminista, integrando la junta asesora fundadora de Women's Rights Law Reporter en 1970, la primera publicación legal en los Estados Unidos centrada exclusivamente en el campo de la ley de derechos de las mujeres. A principios de la década de 1970, firmó el «manifiesto de la mujer negra», un documento clásico del movimiento feminista afroestadounidense.

### Carrera
Después de graduarse de la escuela de derecho, trabajó como asistente legal del juez del Tribunal Federal de Distrito A. Leon Higginbotham, Jr. En 1965, se convirtió en directora legal asistente de la Unión Estadounidense por las Libertades Civiles, cargo que ocupó hasta 1970. Ese mismo año, representó a sesenta empleadas de Newsweek que habían presentado una reclamación ante la Comisión para la Igualdad de Oportunidades en el Empleo de los Estados Unidos, según la cual Newsweek tenía la política de permitir que solo los hombres fueran reporteros. Las mujeres ganaron, y la revista acordó permitir que las mujeres sean reporteras.
Como abogada se especializó en casos de libertad de expresión, y su trabajo incluyó ganar un caso de la Corte Suprema de los Estados Unidos en nombre del Partido Nacional por los Derechos de los Estados, partido de extrema derecha. Trabajó como profesora asistente en la Facultad de Derecho de la Universidad de Nueva York desde 1970 hasta 1971. En 1970, el alcalde de la ciudad de Nueva York, John Lindsay, la nombró jefa de la Comisión de Derechos Humanos de la ciudad, y celebró las primeras audiencias en el país sobre la discriminación contra las mujeres. Feministas de todo Estados Unidos fueron a Nueva York para declarar, mientras que Norton usó las audiencias como medio para aumentar la conciencia pública sobre la aplicación de la Ley de Derechos Civiles de 1964 a las mujeres y la discriminación sexual.
Fue designada por el presidente Jimmy Carter como la primera mujer presidenta de la Comisión de Igualdad de Oportunidades en el Empleo de los Estados Unidos en 1977. En el cargo publicó el primer conjunto de regulaciones de la Comisión que describía lo que constituía el acoso sexual y declaraba que el acoso sexual era una forma de discriminación sexual que violaba leyes federales de derechos civiles.
En 1982 se convirtió en profesora del Georgetown University Law Center. En 1990, junto con otras 15 mujeres afroamericanas y un hombre, formó la organización denominada mujeres afroamericanas para la libertad reproductiva.

#### Delegada a la Cámara de Representantes
En 1990 fue elegida como delegada demócrata (sin derecho a voto) en la Cámara de Representantes de los Estados Unidos. Derrotó a la concejala Betty Ann Kane en la primaria a pesar de la revelación de última hora de que Norton y su esposo, ambos abogados, no habían presentado las declaraciones del impuesto sobre la renta del Distrito de Columbia entre 1982 y 1989. El matrimonio Norton pagaron más de 80.000 de dólares en impuestos atrasados y multas.
Recibió el 39 % de los votos en las elecciones primarias demócratas, y el 59 % de los votos en las elecciones generales. Asumió el cargo el 3 de enero de 1991 y, desde entonces, ha sido reelegida cada dos años.
El activista antinuclear William Thomas y su «Vigilia de la Paz de la Casa Blanca» la inspiraron para que introdujera el proyecto de ley de desarme nuclear y conversión económica, que exigiría que los Estados Unidos deshabiliten y desmantelen sus armas nucleares. Ha estado presentando versiones de este proyecto de ley desde 1994.

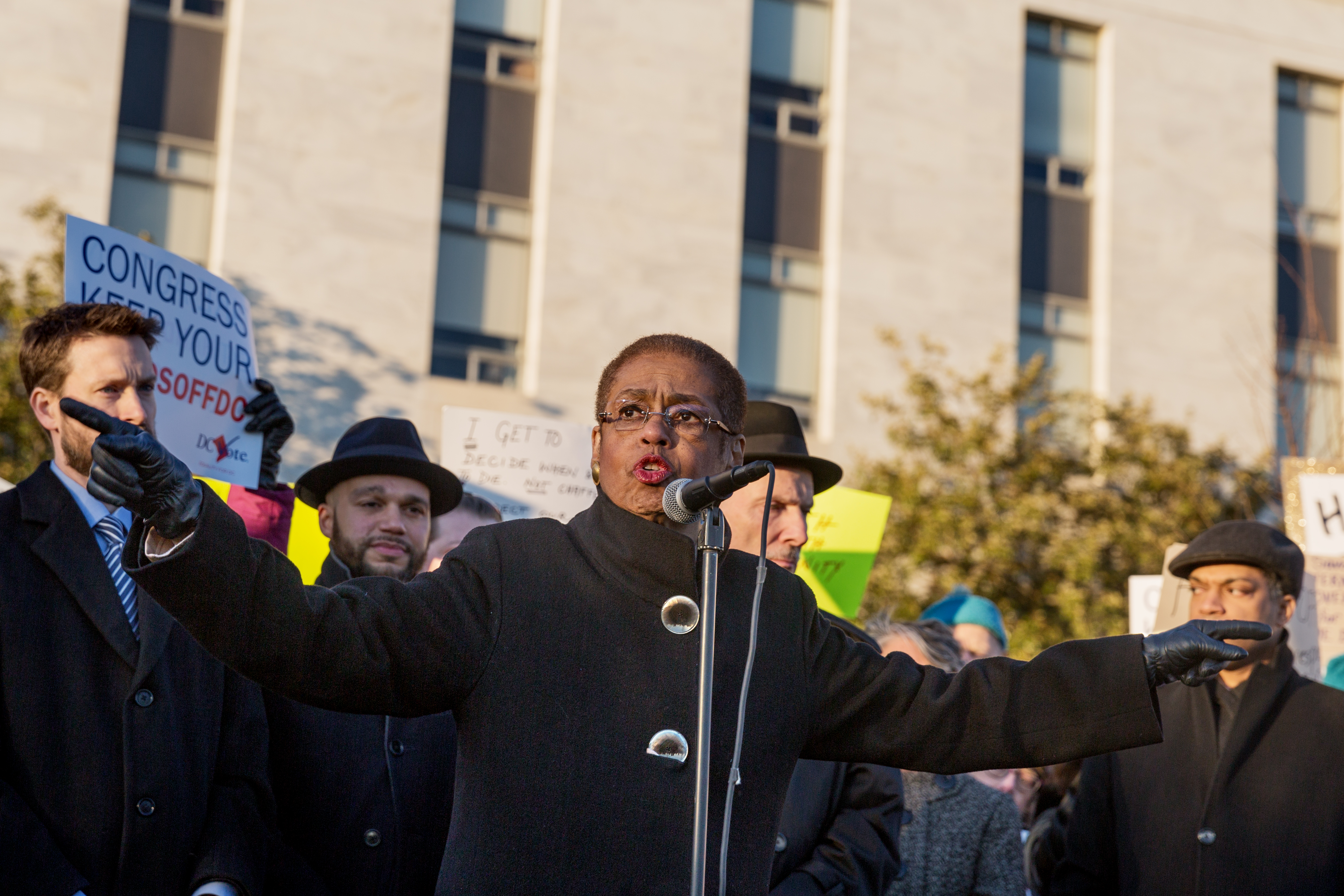
Eleanor Holmes Norton, Hands Off DC Rally, 13 de febrero de 2017

También ha apoyado el proyecto de ley que otorgaría al Distrito de Columbia un representante con derecho a voto en la Cámara de Representantes. El proyecto de ley de derechos de votación de 2009 de la Cámara de Representantes del Distrito de Columbia, fue aprobado por el Senado de los Estados Unidos el 26 de febrero de 2009. Sin embargo, se estancó en la Cámara de Representantes.
En septiembre de 2010, la prensa nacional la criticó después de que publicara un mensaje de voz en el que solicitaba fondos de campaña de un lobista que representaba un proyecto que supervisaba. Norton respondió que el mensaje era «típico» de las apelaciones hechas por todos los miembros del Congreso, y que la llamada se hizo desde oficinas de campaña que no fueron pagadas por los contribuyentes.
En agosto de 2014, después de que la junta electoral del Distrito de Columbia votara a favor de poner una pregunta sobre la legalización de la marihuana en la boleta electoral en noviembre de 2014, se comprometió a defender al Distrito contra cualquier intento del Congreso de impedir la votación sobre el tema.